# ウォッシュアウト
ウォッシュアウト（Washout）
1. 洗い流し
2. 薬物が時間経過と共に体内から無くなること[1]
3. 浸食した土壌の噴出によって、または他の支持表面水により、通常の重い豪雨の間に生じる陥没、崩壊現象。本項にて。

ウォッシュアウトは急に浸食した土壌の噴出によって、または他の支持表面水により、通常の重い豪雨の間に生じる現象。大雨の後、通常は乾燥している峡谷でも、山岳地帯で広範囲のウォッシュアウトが発生する可能性がある。深刻なウォッシュアウトは、地滑りになったり、土のダム等で決壊を引き起こしたりする可能性がある。
これらの被害は、局所的に発生することが多い。
クレーターのような地層でウォッシュアウトが発生した場合、それは陥没穴と呼ばれ、通常、水道管または下水管の漏れまたは破損が伴う。崩壊した洞窟などの他の種類の陥没穴は、ウォッシュアウトではない。
森林破壊はウォッシュアウトのリスクを高める。他の形態の侵食と同様に、ほとんどの洗い流しは、根が土壌を保持し、および/または地表水と地下水の流れを遅くする植生によって防ぐことができる。擁壁とカルバートは、ウォッシュアウトを防ぐために使用できるが、特に深刻なウォッシュアウトは、それらが十分に大きくないか、十分に強くない場合、破壊することさえある。

## 影響

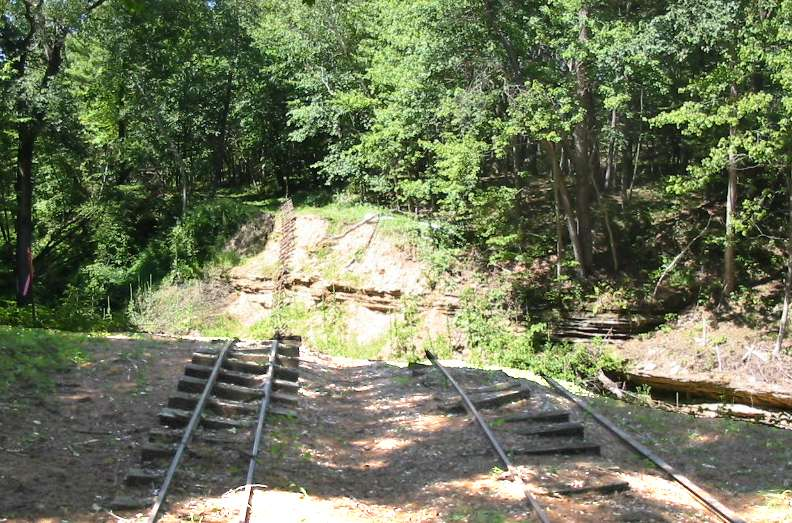
2004年6月11日、ウィスコンシン州ウィスコンシンデルズのリバーサイド鉄道とグレートノーザン鉄道でウォッシュアウトが発生

ウォッシュアウトによって鉄道の右側が破壊されると、線路は新しく形成された隙間を越えて空中に吊るされたままになるか、溝に沈むことがある。また、1つ若しくは複数の橋台または橋脚の周りの洗掘により、橋が崩壊する場合がある。　
2004年、ハリケーンのフランシスとイワンの影響により、ノースカロライナ州西部とアパラチア山脈南部の他の地域で多数のウォッシュアウトが発生し、一部の道路が数日間、ブルーリッジパークウェイの一部が数か月間閉鎖された。他のウォッシュアウトもまた、線路が損なわれて列車事故を引き起こした。
大規模なウォッシュアウトは、パイプラインを破壊したり、電柱や地下線を弱体化させたりして、公益事業を妨害する可能性もある。